# Alberto Acuña (Tangomusiker)
Alberto Hilarión Acuña (* 21. Oktober 1896 in Lomas de Zamora; † 6. Dezember 1975 in Buenos Aires) war ein argentinischer Tangosänger, Gitarrist und Komponist.

## Leben und Wirken
Acuña trat bereits als Jugendlicher als Sänger auf. 1924 gründete er mit René Ruiz das Duo Acuña-Ruiz, das von dem Gitarristen Ismael Gómez, später auch Guillermo Daviz begleitet wurde. Das Duo nahm Aufnahmen bei Discos Nacional Odeon und verschiedenen Rundfunksendern auf und trat in Theatern in Buenos Aires und ganz Argentinien auf. Anfang der 1930er Jahre arbeitete er in anderen Duo-Formationen (Acuña-Díaz, Acuña-Maciel), bevor er 1934 wieder zu Ruiz zurückkehrte.
Bereits seit den 1920er Jahren komponierte Acuña auch selbst Musikstücke. Sechs davon (La choyana, Del infierno adelante, Mi suegra no me quiere, Colorao colorao, De salto y carta, Tenemos que abrirnos) nahm Carlos Gardel – teils im Duo mit José Razzano – auf. Das Duo Acuña-Ruiz galt in den 1920er und 1930er Jahren als das beste Argentiniens nach dem Duo Gardel-Razzano.

## Kompositionen
- Temblando, Valse criollo, Text von Gualberto Márquez
- Noche de tormenta, Valse criollo, Text von José De Cicco (aufgenommen von Ignacio Corsini)
- Capillita de la sierra
- La flor de los payadores
- Botarate
- Trenzando recuerdos
- Flete gaucho
- Aquí estoy porque he venido
- Autocaricatura
- El carau
- El campero
- El 180
- Tu vuelta
- Dame el alma que te di
- Churrasqueando
- Mi buena estrella